# Octagón
Octagón (nome de nascimento desconhecido; nascido em 27 de março de 1961 em Jalapa) é um lutador de wrestling profissional mexicano, que atualmente trabalha para a Asistencia Asesoría y Administración (AAA), estando na promoção desde 1992.